# Moschea di Amr ibn al-As
La moschea di ʿAmr ibn al-ʿĀṣ (in arabo جامع عمرو بن العاص‎?, Jāmiʿ ʿAmr ibn al-ʿĀṣ), chiamata anche moschea di ʿAmr, è stata originariamente costruita nel 642 a Fusṭāṭ - capitale dell'Egitto fino ad allora assoggettato al Califfato dei Rashidun - subito dopo la conquista arabo-islamica da parte del generale musulmano coreiscita ʿAmr ibn al-ʿĀṣ. 

La struttura originale è stata la prima moschea mai costruita in Egitto, e per estensione, la prima moschea nel continente africano. Si tratta di una moschea attiva che, quando le preghiere non sono in atto, è aperta ai visitatori e turisti.

Il cortile della moschea nel 1870. Il colonnato arcato è tutt’ora esistente, mentre la struttura centrale ha subito nel tempo alcune modifiche. Archivio fotografico Museo Egizio, Torino.

A causa della vasta ricostruzione nel corso dei secoli, nulla è rimasto dell'edificio originale, tuttavia la tale ricostruzione divenne un importante punto di riferimento nella zona della "Cairo Vecchia".
- Nell'827 la moschea, è stata raddoppiata con sette navate, costruite parallelamente alla parete che ospita la qibla e definita da portici su colonne; l'ultima colonna di ogni fila è stata fissata alla parete da un architrave di legno intagliato, con un fregio tipo tardo-ellenistico. Tali architravi, nonché resti di archi sporgenti, possono essere osservati lungo la parete sud della moschea.
- La tomba di ʿAbd Allāh, figlio di ʿAmr ibn al-ʿĀṣ, è stata incorporata nella moschea.
- Colonne di varie chiese sono stati riutilizzate per l'arco della qibla.
- Il riassetto delle navate per renderle perpendicolare al muro della qibla è del XVIII secolo; le colonne in ingresso e lato portici, cortile, e la fontana sono del XX secolo.